# Bruce Halford
Pas d'image ? Cliquez ici
Bruce Halford  (né le 18 mai 1931 à Barston et mort le 2 décembre 2001 à Churston Ferrers) était un pilote de course automobile anglais. Il a notamment disputé 8 Grands Prix de Formule 1 sur les 9 engagements entre 1956 et 1960 débutant le 14 juillet 1956 au Grand Prix de Grande-Bretagne.

Il a pris part également à 37 engagements dans des courses hors-championnat, où il obtient de meilleurs résultats et a participé à 5 fois à l'épreuve d'endurance des 24 Heures du Mans

## Résultats en championnat du monde de Formule 1
| Saison | Écurie                                   | Châssis               | Moteur              | Pneus  | GP disputés | Points inscrits | Classement |
| ------ | ---------------------------------------- | --------------------- | ------------------- | ------ | ----------- | --------------- | ---------- |
| 1956   | Privé                                    | Maserati 250F         | Maserati 6 en ligne | Dunlop | 3           | 0               | n.c.       |
| 1957   | Privé                                    | Maserati 250F         | Maserati 6 en ligne | Dunlop | 3           | 0               | n.c.       |
| 1959   | John Fisher                              | Lotus 16              | Climax 4 en ligne   | Dunlop | 1           | 0               | n.c.       |
| 1960   | Fred Tuck Cars Yeoman Credit Racing Team | Cooper T45 Cooper T51 | Climax 4 en ligne   | Dunlop | 0 1         | 0               | n.c.       |

## Résultats aux 24 Heures du Mans
| Année | Ecurie                               | Châssis                 | Moteur                          | Classement |
| ----- | ------------------------------------ | ----------------------- | ------------------------------- | ---------- |
| 1957  | Automobiles Talbot / Ecurie Dubonnet | Talbot-Lago Sport 2500  | Maserati 2.5L 6 en ligne        | abandon    |
| 1958  | Bruce Halford                        | Lister LM               | Jaguar 3.0L 6 en ligne          | 16e        |
| 1959  | Briand Lister                        | Lister LM               | Jaguar 3.0L 6 en ligne          | Abandon    |
| 1960  | Ecurie Ecosse                        | Jaguar type D           | Jaguar 3.0L 6 en ligne          | Abandon    |
| 1961  | Ecurie Ecosse                        | Cooper T57 Monaco Mk.II | Coventry Climax 3.0L 4 en ligne | Abandon    |